# Koorkapschild
Een koorkapschild is het rijk geborduurde bovenstuk van een koormantel of koorkap.
Het schild is het halfronde restant van de capuchon, kap of kaproen, die oorspronkelijk aan de koormantel zat en bedoeld was om het hoofd te bedekken. Een bekende werkplaats waar begin zestiende eeuw koorkapschilden werden geborduurd, was die van Peter van Esbeemde in Lier. Voorbeelden van koorkapschilden zijn onder andere te vinden in de collectie van Museum Catharijneconvent te Utrecht en in de schatkamers van diverse kerken.

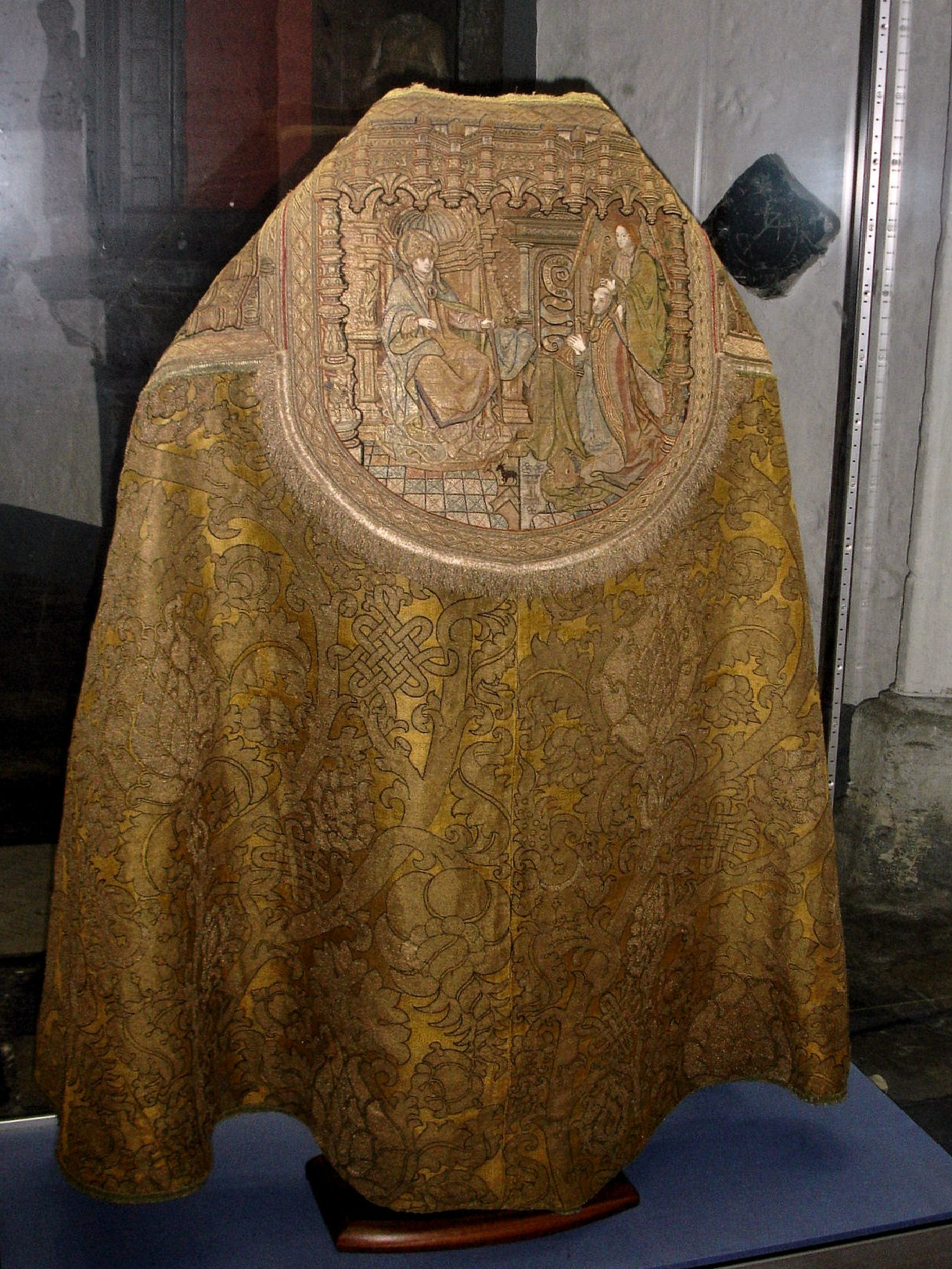
15e-eeuwse koorkap met rijk geborduurd koorkapschild (Sint-Baafskathedraal, Gent)
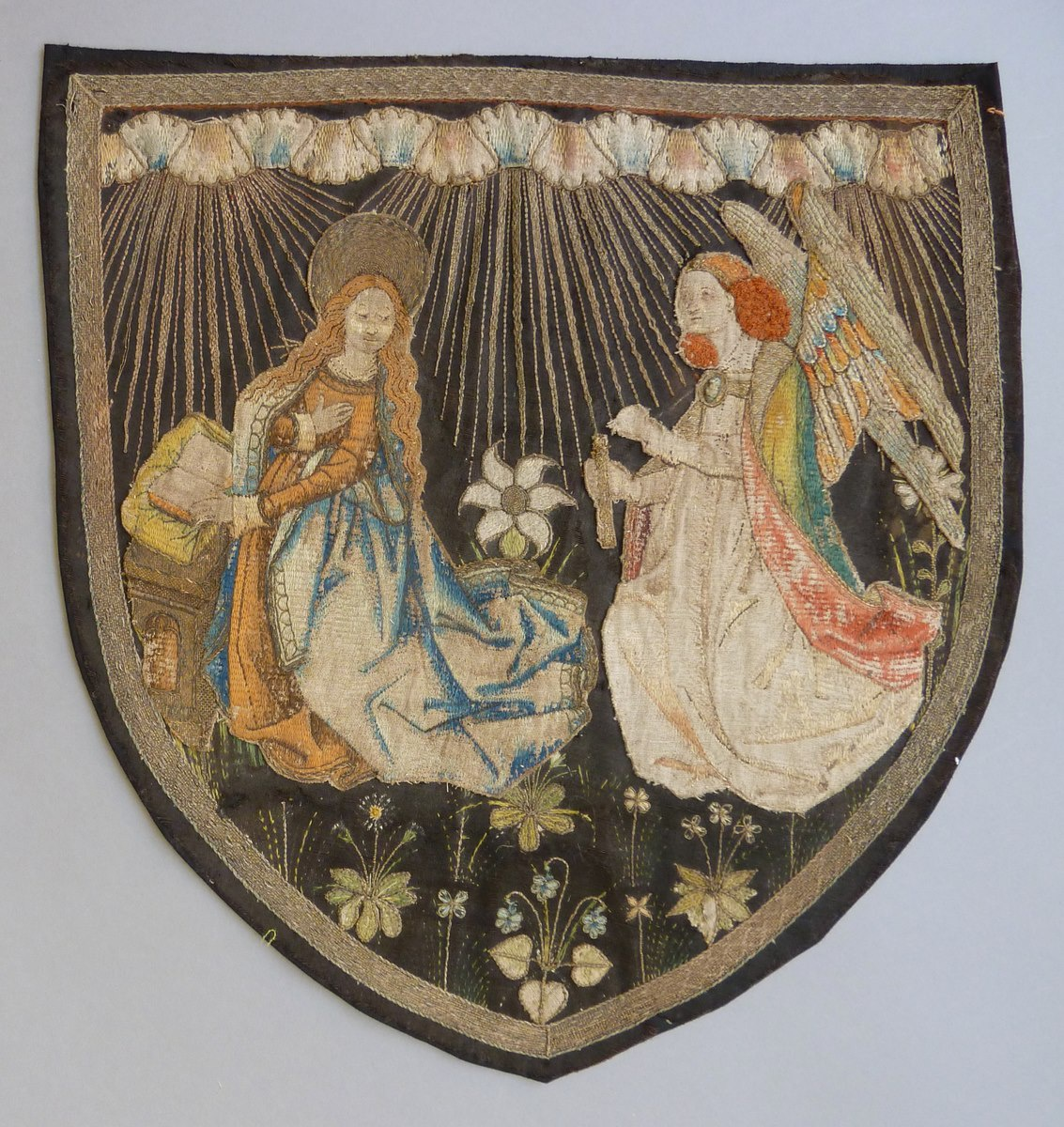
Koorkapschild (Zuid-Nederlands, ca. 1475) met voorstelling van de annunciatie (Museum Catharijneconvent, Utrecht)
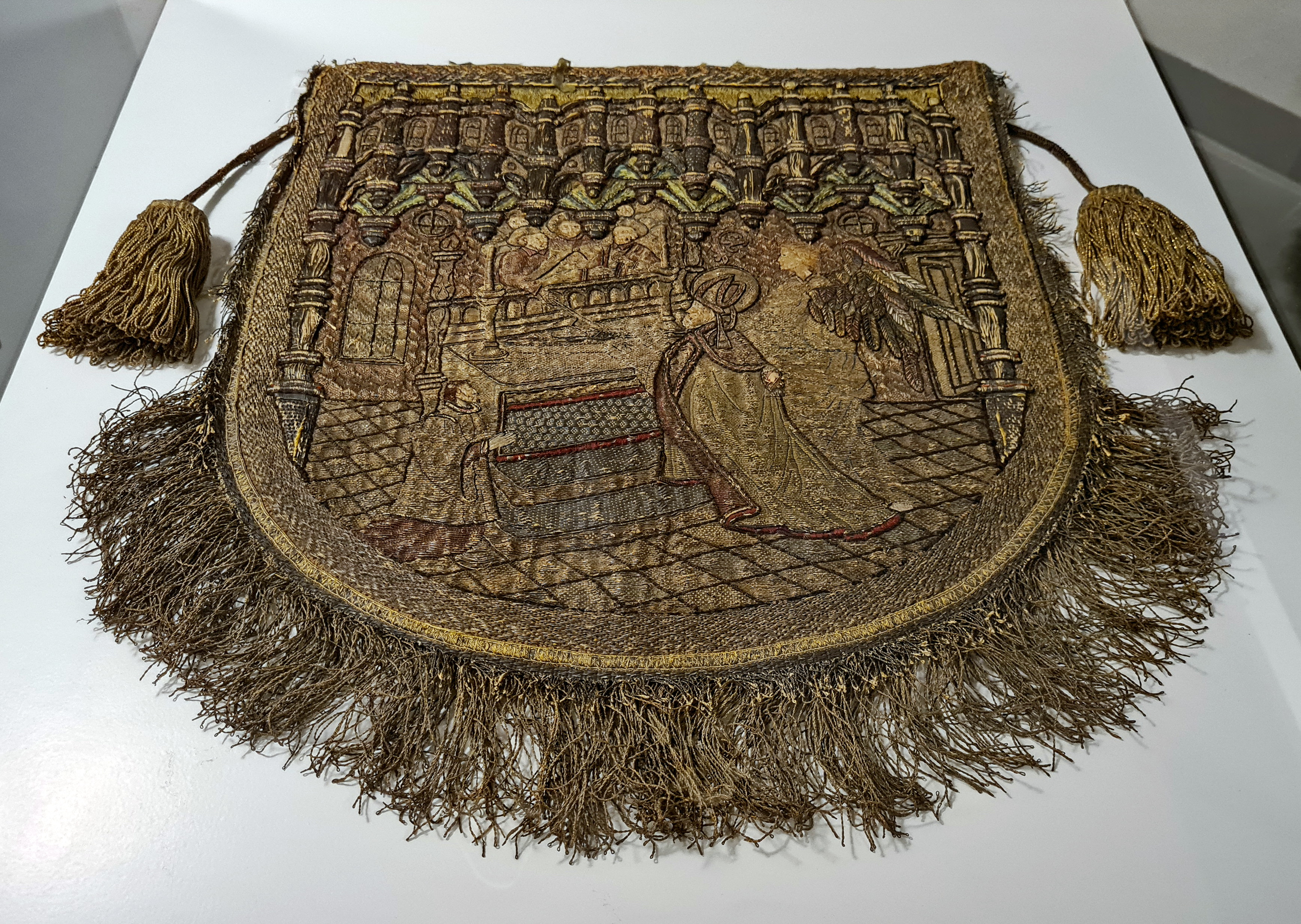
16e-eeuws schild met voorstelling uit de Servaaslegende en vermoedelijke opdrachtgever (Schatkamer van de Sint-Servaasbasiliek, Maastricht)